# 네이트 디아즈
네이선 도널드 디아즈(Nathan Donald Diaz)는 미국의 은퇴한 종합격투기 선수다. 전 UFC 라이트급 랭커였다.

## 종합격투기 경력
2016년 8월 21일 코너 맥그리거에게 접전 끝에 판정패 하였다.

## 종합격투기 전적
{{종합격투기
| align=center| 19–11
|  코너 맥그리거
| 판정 (0:2)
| UFC 202
| 2016년 8월 20일
| align=center| 5
| align=center| 5:00
|  미국 네바다주 라스베가스
| UFC 웰터급 경기.
|-
| style="background-color:#ddffdd; color:black; vertical-align:middle; text-align:center; " class="table-yes2" | 승
| align=center|19–10
|  코너 맥그리거
| 항복 (리어-네이키드 초크)
| UFC 196
| 2016년 5월 5일
| align=center| 2
| align=center| 4:12
|  미국 네바다주 라스베가스
| UFC 웰터급 경기.
|-
| style="background-color:#ddffdd; color:black; vertical-align:middle; text-align:center; " class="table-yes2" | 승
| align=center| 18–10
|  마이클 존슨
| 판정 (전원일치)
| UFC on Fox: dos Anjos vs. Cerrone 2
| 2015년 12월 19일
| align=center|3
| align=center|5:00
|  미국 플로리다주 올랜도
| Fight of the Night.
|-
| style="background-color:#ffdddd; color:black; vertical-align: middle; text-align: center; " class="table-no" | 패
| align=center| 17–10
|  하파엘 도스 안요스
| 판정 (전원일치)
| UFC on Fox: dos Santos vs. Miocic
| 2014년 12월 13일
| align=center|3
| align=center|5:00
|  미국 애리조나주 피닉스
| 계약체중 경기(160.6 파운드). 네이트 디아즈 감량 실패
|-
|}